# Mount Olive (Misisipi)
Mount Olive es un pueblo del Condado de Covington, Misisipi, Estados Unidos. Según el censo de 2000 tenía una población de 893 habitantes y una densidad de población de 284.9 hab/km².

## Demografía
Según el censo de 2000, había 893 personas, 348 hogares y 239 familias residiendo en la localidad. La densidad de población era de 284,9 hab./km². Había 396 viviendas con una densidad media de 126,4 viviendas/km². El 46,81% de los habitantes eran blancos, el 51,96% afroamericanos, el 0,11% isleños del Pacífico y el 1,12% pertenecía a dos o más razas. El 0,56% de la población eran hispanos o latinos de cualquier raza.
Según el censo, de los 348 hogares en el 33,3% había menores de 18 años, el 37,4% pertenecía a parejas casadas, el 25,0% tenía a una mujer como cabeza de familia y el 31,3% no eran familias. El 30,5% de los hogares estaba compuesto por un único individuo y el 14,1% pertenecía a alguien mayor de 65 años viviendo solo. El tamaño promedio de los hogares era de 2,57 personas y el de las familias de 3,19.
La población estaba distribuida en un 30,5% de habitantes menores de 18 años, un 8,5% entre 18 y 24 años, un 25,3% de 25 a 44, un 21,8% de 45 a 64 y un 13,9% de 65 años o mayores. La media de edad era 35 años. Por cada 100 mujeres había 83,7 hombres. Por cada 100 mujeres de 18 años o más, había 76,4 hombres.
Los ingresos medios por hogar en la localidad eran de 22.019 dólares ($) y los ingresos medios por familia eran 26.146 $. Los hombres tenían unos ingresos medios de 26.250 $ frente a los 16.719 $ para las mujeres. La renta per cápita para la ciudad era de 11.008 $. El 34,2% de la población y el 26,9% de las familias estaban por debajo del umbral de pobreza. El 47,4% de los menores de 18 años y el 24,6% de los habitantes de 65 años o más vivían por debajo del umbral de pobreza.

## Geografía
Según la Oficina del Censo de los Estados Unidos, la localidad tiene un área total de 3,1 km², todos ellos correspondientes a tierra firme.